# Lijst van Europese kampioenen puntenkoers
De puntenkoers staat op het programma van het Europese kampioenschap baanwielrennen sinds 2011. 

## Europees kampioenen

### Mannen
| Jaar | Goud                  | Zilver               | Brons                |
| 2011 | Rafał Ratajczyk       | Silvan Dillier       | Milan Kadlec         |
| 2012 | Elia Viviani          | Kirill Svesjnikov    | Sergiy Lagkuti       |
| 2013 | Elia Viviani          | Thomas Boudat        | Eloy Teruel          |
| 2014 | Benjamin Thomas       | Liam Bertazzo        | Henning Bommel       |
| 2015 | Wojciech Pszczolarski | Benjamin Thomas      | Claudio Imhof        |
| 2016 | Niklas Larsen         | Kenny De Ketele      | Raman Ramanau        |
| 2017 | Alan Banaszek         | Niklas Larsen        | Maximilian Beyer     |
| 2018 | Wojciech Pszczolarski | Kenny De Ketele      | Stefan Matzner       |
| 2019 | Bryan Coquard         | Jan-Willem van Schip | Christos Volikakis   |
| 2020 | Sebastián Mora        | Matteo Donega        | Daniel Crista        |
| 2021 | Benjamin Thomas       | Iúri Leitão          | Vlas Shichkin        |
| 2022 | Benjamin Thomas       | Robbe Ghys           | Vincent Hoppezak     |
| 2023 | Simone Consonni       | Albert Torres        | Donavan Grondin      |
| 2024 | Niklas Larsen         | Sebastián Mora       | Oscar Nilsson-Julien |
| 2025 | Iúri Leitão           | Yanne Dorenbos       | Jasper De Buyst      |

### Dames
| Jaar | Goud                      | Zilver              | Brons                |
| 2011 | Evgenia Romanyuta         | Katarzyna Pawłowska | Jarmila Machačová    |
| 2012 | Stephanie Pohl            | Evgenia Romanyuta   | Elke Gebhardt        |
| 2013 | Kirsten Wild              | Dani King           | Leire Olaberria      |
| 2014 | Eugenia Bujak             | Kelly Druyts        | Elena Cecchini       |
| 2015 | Katarzyna Pawłowska       | Élise Delzenne      | Stephanie Pohl       |
| 2016 | Kirsten Wild              | Jolien D'Hoore      | Katarzyna Pawłowska  |
| 2017 | Trine Schmidt             | Goelnaz Badikova    | Tatsjana Sjarakova   |
| 2018 | Maria Giulia Confalonieri | Ina Savenka         | Goelnaz Badikova     |
| 2019 | Maria Giulia Confalonieri | Tatsjana Sjarakova  | Hanna Solovej        |
| 2020 | Katie Archibald           | Silvia Zanardi      | Karolina Karasiewicz |
| 2021 | Goelnaz Chatoentseva      | Shari Bossuyt       | Lonneke Uneken       |
| 2022 | Lotte Kopecky             | Silvia Zanardi      | Victoire Berteau     |
| 2023 | Anita Stenberg            | Shari Bossuyt       | Marie Le Net         |
| 2024 | Lotte Kopecky             | Anita Stenberg      | Jarmila Machačová    |
| 2025 | Anita Stenberg            | Marion Borras       | Maike van der Duin   |

Edities

2010 ·
2011 ·
2012 · 
2013 · 
2014 · 
2015 · 
2016 · 
2017 · 
2018 · 
2019 · 
2020 ·
2021 ·
2022 ·
2023 ·
2024 ·
2025 ·
2026

Onderdelen

Achtervolging (individueel) · 
afvalkoers · 
keirin · 
koppelkoers · 
omnium · 
ploegenachtervolging · 
puntenkoers · 
scratch · 
sprint · 
teamsprint ·  
tijdrijden

Voormalig:
derny ·
stayeren ·
tandem